# Jorge Afonso
Jorge Afonso (1470 - 1540) fue un importante pintor del Renacimiento portugués.
Fue nombrado pintor real en 1508 por el rey Manuel I de Portugal, manteniéndose en el puesto con Juan III de Portugal. La mayor parte de su vida estuvo viviendo en Lisboa, donde dirigía un taller artístico en las proximidades de la iglesia de Santo Domingo; por este taller pasaron importantes pintores portugueses como Cristovão de Figueiredo, Fernandes García, Gregorio Lopes y Jorge Leal entre otros.
Los principales retablos que pintó fueron un encargo de la reina Leonor, entre ellos figuran el retablo mayor del Convento de Madre de Deus en Lisboa, realizado en 1515 y que actualmente se encuentra en el Museo Nacional de Arte Antiguo. Entre 1520 y 1530, pintó los catorce paneles del retablo mayor del monasterio de Jesús, en Setúbal, también patrocinado por la reina Leonor.